# 1973 في جمهورية أيرلندا
فيما يلي قوائم الأحداث التي وقعت خلال عام 1973 في جمهورية أيرلندا.

## سياسة

### تعيين في المنصب
- 3 يناير – مايكل كينيدي وزير النقل والسياحة والرياضة [الإنجليزية]‏،نائب دييل.
- 14 مارس – أرسكين تشايلدرز هاميلتون نائب دييل،قائمة رؤساء أيرلندا.
- 14 مارس – بادريج فولكنر نائب دييل.
- 14 مارس – تشارلز هوهي نائب دييل.
- 14 مارس – توماس فيتزباتريك نائب دييل، Minister for the Environment, Climate and Communications [الإنجليزية]‏.
- 14 مارس – جاريت فيتزجيرالد وزير الخارجية والتجارة [الإنجليزية]‏، نائب دييل.
- 14 مارس – جاك لينش نائب دييل، زعيم المعارضة [الإنجليزية]‏.
- 14 مارس – جون أوكونيل نائب دييل.
- 14 مارس – جون بروتون نائب دييل.
- 14 مارس – دينيس جونز نائب دييل.
- 14 مارس – شون تريسي نائب دييل.
- 14 مارس – شيموس باتيسون نائب دييل.
- 14 مارس – مايكل أوليري نائب دييل.

### انتهاء فترة المنصب
- 5 فبراير – أرسكين تشايلدرز هاميلتون نائب دييل،وزير الصحة [الإنجليزية]‏، تانيست،نائب دييل.
- 5 فبراير – بادريج فولكنر نائب دييل،وزير التربية والمهارات [الإنجليزية]‏.
- 5 فبراير – تشارلز هوهي نائب دييل.
- 5 فبراير – توم هيجينز نائب دييل.
- 5 فبراير – توماس فيتزباتريك نائب دييل.
- 5 فبراير – جاريت فيتزجيرالد نائب دييل.
- 5 فبراير – جاك لينش نائب دييل،تاوسيتش.
- 5 فبراير – جون أوكونيل نائب دييل.
- 5 فبراير – جون بروتون نائب دييل.
- 5 فبراير – دينيس جونز نائب دييل.
- 5 فبراير – شون تريسي نائب دييل.
- 5 فبراير – شيموس باتيسون نائب دييل.
- 5 فبراير – فرانك ايكن نائب دييل.
- 5 فبراير – مايكل أوليري نائب دييل.
- 5 فبراير – مايكل سميث نائب دييل.
- 5 فبراير – مايكل كينيدي نائب دييل،وزير النقل والسياحة والرياضة [الإنجليزية]‏.
- 24 يونيو – إيمون دي فاليرا قائمة رؤساء أيرلندا.

## كتب
من الكتب التي صدرت هذه السنة في جمهورية أيرلندا:
- 1 فبراير – الأمير الأسمر من تأليف آيريس مردوك.

## مواليد

### مايو
- 5 مايو – كيفن ماكبرايد ملاكم أيرلندي.
- 12 مايو – فيني فيني ملاكم أيرلندي.

### ديسمبر
- 7 ديسمبر – دامين رايس مغني أيرلندي.
- 14 ديسمبر – بات بورك لاعب كرة سلة أيرلندي.
- 24 ديسمبر – أويسين فاغان ملاكم أيرلندي.